# Курт Мельгорн
Курт Мельгорн (нім. Kurt Mehlhorn) (народився 29 серпня 1949 року) — німецький інформатик. Був віцепрезидентом товариства імені Макса Планка та працює директором Інституту інформатики імені Макса Планка.

## Навчання та кар'єра
Курт Мельгорн закінчив у 1971 році Мюнхенський технічний університет, де він вивчав комп'ютерні науки та математику. Також він отримав ступінь доктора філософії (Ph.D.) в 1974 році у Корнельському університеті під керівництвом Роберта Констебля.
З 1975 року він почав працювати на факультеті Саарландського університету в Саарбрюкені (Німеччина), де він був завідувачем кафедри інформатики з 1976 по 1978 рік і знову з 1987 по 1989 рік. З 1990 року Курт Мельгорн очолює Інститут інформатики імені Макса Планка, теж в Саарбрюкені.
Він входив до редакційних колегій десяти журналів, до піклувальної ради Міжнародного інституту комп'ютерних наук в Берклі (штат Каліфорнія, США), а також є членом ради директорів Університету Якобса в Бремені.

## Нагороди та почесні звання
Курт Мельгорн отримав премію Готфріда Вільгельма Лейбніца в 1986 році, премію Гей-Люссака — Гумбольдта в 1989 році, премію Карла Хайнца Бекхурта в 1994 році, медаль Конрада Цузе в 1995 році та премію EATCS у 2010 році, а також премію Канеллакіса у 2010 році.
Він був призначений членом Європейської Академії у 1995 році, членом Асоціації обчислювальної техніки в 1999 році, членом Берлінсько-бранденбурзької академії наук у 2001 році, членом Німецької Академії наук Леопольдіна у 2004 році, іноземним членом Національної Академії наук інженерії США у 2014 році та  іноземним членом Національної Академії наук США у 2014 році.
Крім того, Курт Мельгорн отримав почесні докторські ступені від Університету Отто фон Геріке Магдебурга у 2002 році та Університету Ватерлоо у 2006 році.
Він також нагороджений у 2014 році медаллю Еразма академії Європейської Академії.

## Дослідження
Курт Мельгорн є автором кількох книг і понад 250 наукових публікацій, які включають фундаментальний внесок у структури даних, обчислювальну геометрію, комп'ютерну алгебру, паралельні обчислення, дизайн VLSI, теорію складності обчислень, комбінаторну оптимізацію та графічні алгоритми.
Курт Мельгорн був важливою фігурою у розробці алгоритму інженерії і є одним з розробників LEDA, Бібліотеки ефективних типів даних та алгоритмів.
Курт Мельгорн зіграв важливу роль у створенні декількох науково-дослідних центрів інформатики в Німеччині. Він став рушійною силою для створення Товариства та Інституту комп'ютерних наук імені Макса Планка (MPII) у Німеччині. Він, крім того, є керуючим директором Інституту та очолює кафедру алгоритмів та складності. Курт Мельгорн також ініціював  створення науково-дослідного центру інформатики в Дагстухлі та проведення Європейського симпозіуму з алгоритмів.  

## Книги
- Mehlhorn, Kurt (1977), Effiziente Algorithmen, Stuttgart: Teubner Переглянутий і перекладається як структури даних і алгоритми, Спрингер-Верлаг, 1984.
- Mehlhorn, Kurt (1984), Data Structures and Algorithms II: Graph Algorithms and NP-completeness, Springer-Verlag
- Mehlhorn, Kurt (1984), Data Structures and Algorithms III: Multidimensional Searching and Computational Geometry, Springer-Verlag
- Loeckx, Jacques; Mehlhorn, Kurt; Wilhelm, Reinhard (1988), Foundations of Programming Languages, J. Wiley, ISBN 0-471-92139-4
- Mehlhorn, Kurt; Näher, Stefan (1999), LEDA: A Platform for Combinatorial and Geometric Computing, Cambridge University Press, ISBN 978-0-521-56329-1
- Mehlhorn, Kurt; Sanders, Peter (2008), Algorithms and Data Structures: The Basic Toolbox, Springer, ISBN 978-3-540-77977-3, архів оригіналу за 26 квітня 2018, процитовано 25 квітня 2018

## Вибрані публікації
- Mehlhorn, Kurt; Schmidt, Erik M. (1982), Las Vegas is better than determinism in VLSI and distributed computing (PDF), Proc. 14th ACM Symp. Theory of Computing (STOC), с. 330—337, doi:10.1145/800070.802208
- Mehlhorn, Kurt; Vishkin, Uzi (November 1984), Randomized and deterministic simulations of PRAMs by parallel machines with restricted granularity of parallel memories (PDF), Acta Informatica, 21 (4): 339—374, doi:10.1007/BF00264615, архів оригіналу (PDF) за 14 травня 2011, процитовано 25 квітня 2018
- Alt, Helmut; Mehlhorn, Kurt; Wagener, Hubert; Welzl, Emo (1988), Congruence, similarity, and symmetries of geometric objects (PDF), Discrete and Computational Geometry, 3 (1): 237—256, doi:10.1007/BF02187910
- Ahuja, Ravindra K.; Mehlhorn, Kurt; Orlin, James B.; Tarjan, Robert E. (April 1990), Faster algorithms for the shortest path problem (PDF), Journal of the Association for Computing Machinery, 37 (2): 213—223, doi:10.1145/77600.77615, архів оригіналу (PDF) за 24 жовтня 2016, процитовано 25 квітня 2018
- Dietzfelbinger, Martin; Karlin, Anna; Mehlhorn, Kurt; Meyer auf der Heide, Friedhelm; Rohnert, Hans; Tarjan, Robert E. (1994), Dynamic perfect hashing: upper and lower bounds, SIAM Journal on Computing, 23 (4): 738—761, doi:10.1137/S0097539791194094, архів оригіналу за 9 квітня 2005, процитовано 25 квітня 2018